# Tenthredo scrophulariae
Tenthredo scrophulariae, còn được gọi là figwort sawfly, là một loài thuộc họ Tenthredinidae, phân họ Tenthredininae.

## Phân bố và môi trường sống

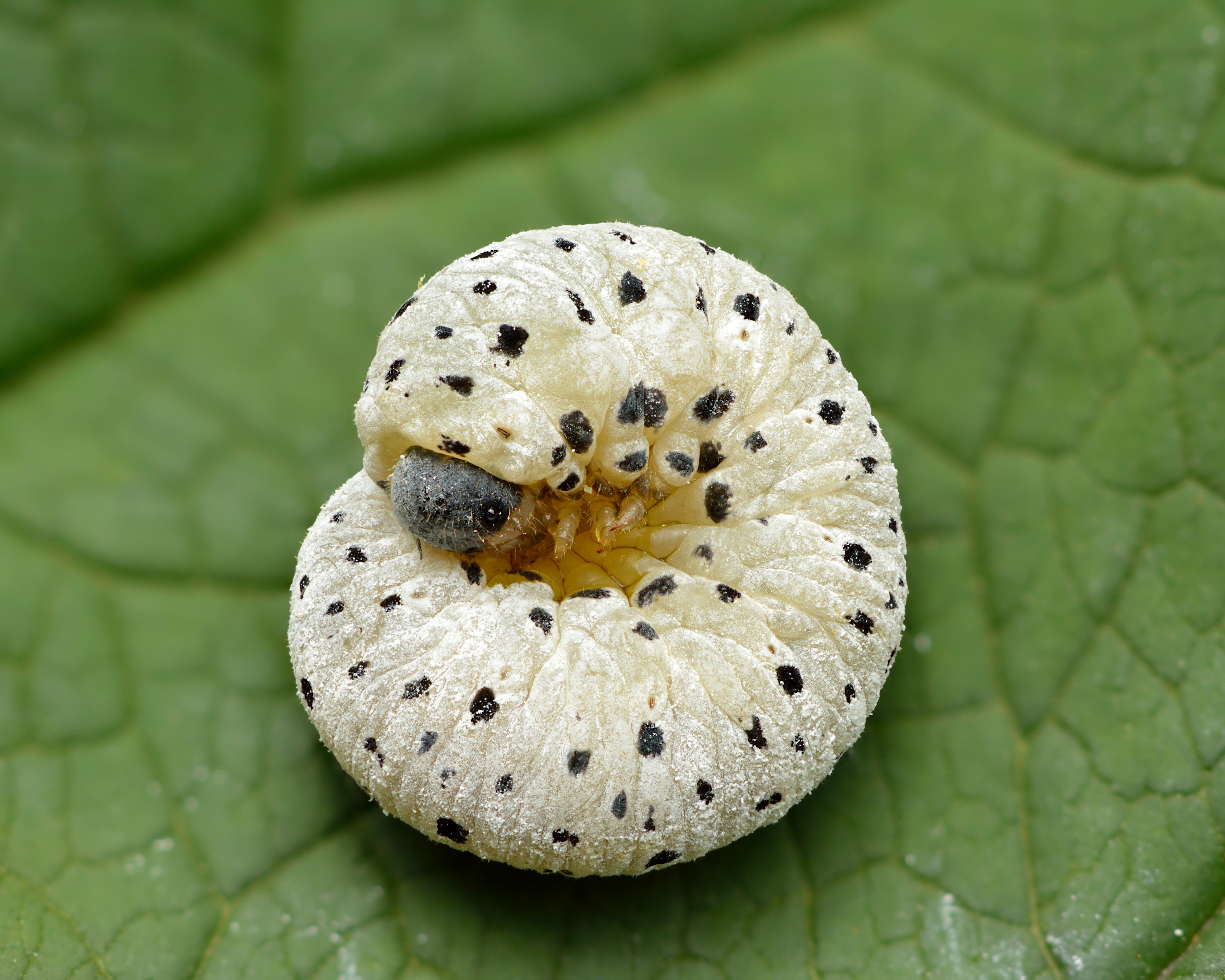
Ấu trùng trong tư thế phòng thủ

Loài này phân bố rộng khắp châu Âu, Thổ Nhĩ Kỳ và Transcaucasia, trong đồng cỏ nơi cây Huyền sâm mọc.

## Miêu tả
Tenthredo scrophulariae có chiều dài cơ thể khoảng 11–15 milimét (0,43–0,59 in). Nó dễ dàng nhận ra bởi vẻ bề ngoài giống ong nhưng không có "eo" mỏng như một con ong thật. Đầu đen và khá ngắn, góc sau hình chữ nhật nổi bật. Cuống bướm tiêu của các tuyến tiêm không thu hẹp ở đầu, khá ngắn (ít hơn gấp đôi chiều rộng đầu) so với nhiều loài có quan hệ gần. Nó có màu cam, trong khi ở hầu hết các loài tương tự trong chi, màu đen. Ngực chủ yếu màu đen, chỉ có vùng gáy và vùng bảo vệ màu vàng. Bụng màu đen, có sọc ngang màu vàng.
Cạnh trước của cánh trước, bao gồm cả các gân, có màu cam đỏ sáng, trong khi màng cánh còn lại là màu vàng nhạt trong suốt, có màu xám dần dần ở đầu. Chân trước gần như hoàn toàn màu vàng, nhưng mặt trên của xương đùi màu đen. Chân giữa và chân sau màu cam, nhưng xương đùi của chân sau hoàn toàn màu đen. Ở cặp chân giữa, xương đùi có thể hoàn toàn màu đen hoặc chỉ có mặt sau màu đen.
Ấu trùng có kích thước tương đối lớn, dài khoảng 30 milimét (1,2 in) và có 22 chân. Chúng có cơ thể trắng với các đốm đen, và ăn lá của bạch chỉ và cây chìa vôi.

## Sinh học
Ấu trùng ăn từ tháng 8 đến tháng 9. Chúng ngủ đông vào tháng 10. Các con trưởng thành bay từ tháng 5 đến tháng 8 của năm sau. Các con ong đuôi cưa này khá dịu dàng và cho phép quan sát gần. Chúng bay với một kiểu lười biếng, chân màu vàng dài của chúng treo xuống. Các con trưởng thành ăn các loài côn trùng nhỏ và thường được tìm thấy trên các loại cây trinh nữ (Heracleum sphondylium), ăn mật hoa và phấn hoa. Ấu trùng chủ yếu ăn lá của cây chìa vôi (Scrophularia).
Chúng cũng có thể xuất hiện trên cây Buddleja và cây cỏ đen (Verbascum nigrum), nơi chúng chỉ ăn các lá già không lông.
Ấu trùng bị ký sinh bởi các loài ký sinh bám khác nhau thuộc họ Ichneumonidae (Mesoleptidea prosoleuca và Euceros serricornis).

## Hình ảnh

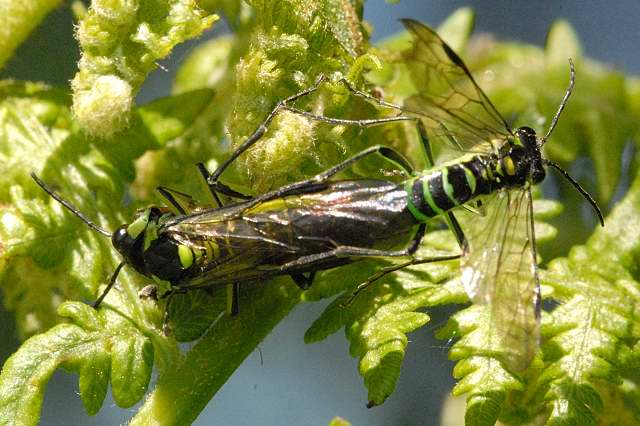
Hình trưởng thành